# Being the Up and Down
Being the Up and Down ist ein Jazzalbum von Silke Eberhard. Die am 13. und 14. August 2020 teilweise im Studio, teils live im Jazzclub A-Trane in Berlin entstandenen Aufnahmen erschienen am 21. Mai 2021 auf Intakt Records.

## Hintergrund
Being the Up and Down ist das vierte Album des Trios der Saxophonistin und Klarinettistin Silke Eberhard. Mit ihr spielen dieselben Partner wie bei ihrem Debütalbum Being (erschienen 2008 auf dem Label Jazzwerkstatt), nämlich der Kontrabassist Jan Roder und der Schlagzeuger Kay Lübke. Das Trio interpretiert neun Kompositionen von Eberhard, die anlässlich der Verleihung des Jazzpreis Berlin an sie am 13. August 2020 im A-Trane zur Aufführung kamen. Die Musik von Eric Dolphy sei einer der Eckpfeiler, auf dem die Kompositionen und die Ausführung von Being the Up And Down beruhten, schrieb Olindo Fortino. Zuvor hatte sie mit ihrer Band Potsa Lotsa Dolphys gesamtes Œuvre aufgenommen, sowohl in kleinen als auch in großen Besetzungen, ferner im Trio I Am Three (mit Christian Marien und Nikolaus Neuser) das Charles Mingus gewidmete Album Mingus, Mingus, Mingus (Leo, 2016) sowie das den von Mingus geschriebenen Songs gewidmete Mingus’ Sounds of Love (2018, mit Maggie Nicols). Sie nahm auch einen großen Teil von Ornette Colemans Musik im Duo mit der Pianistin Aki Takase auf (Ornette Coleman Anthology, Intakt Records, 2007).
Zur Musik von Being the Up and Down meinte Koproduzent Ulf Drechsel: „Von Einflüssen und Vorbildern wie Eric Dolphy, Ornette Coleman und Charles Mingus hat sich Silke Eberhard längst emanzipiert. Sie hat deren musikalische Sprachen und künstlerische Visionen verinnerlicht und daraus eigene kreative Ideen wachsen lassen.“
Die amerikanische Jazzkritikerin Lynn René Bayley schrieb in den Liner Notes: „Ob nun sinnlich oder kantig und experimentell, es gibt so viel zu mögen und so viel zu hören in Silke Eberhards Spiel sowohl solo als auch in der Interaktion mit diesem Trio, dass man von der ersten bis zur letzten Note in ihren Bann gezogen ist. Kein Wunder, dass sie in der deutschen Jazzwelt ein so hohes Ansehen genießt!“

## Titelliste
- Silke Eberhard Trio: Being the Up and Down (Intakt Records Intakt CD 365)[4]

1. U11 (8:12)
2. Strudel (7:10)
3. Von A nach B (3:53)
4. Laika’s Descent (4:24)
5. Hymne (5:51)
6. Zeitlupenbossa (5:51)
7. Damenschrank (3:32)
8. Stray Around (6:31)
9. U12 (4:52)

Die Kompositionen stammen von Silke Eberhard.

## Rezeption

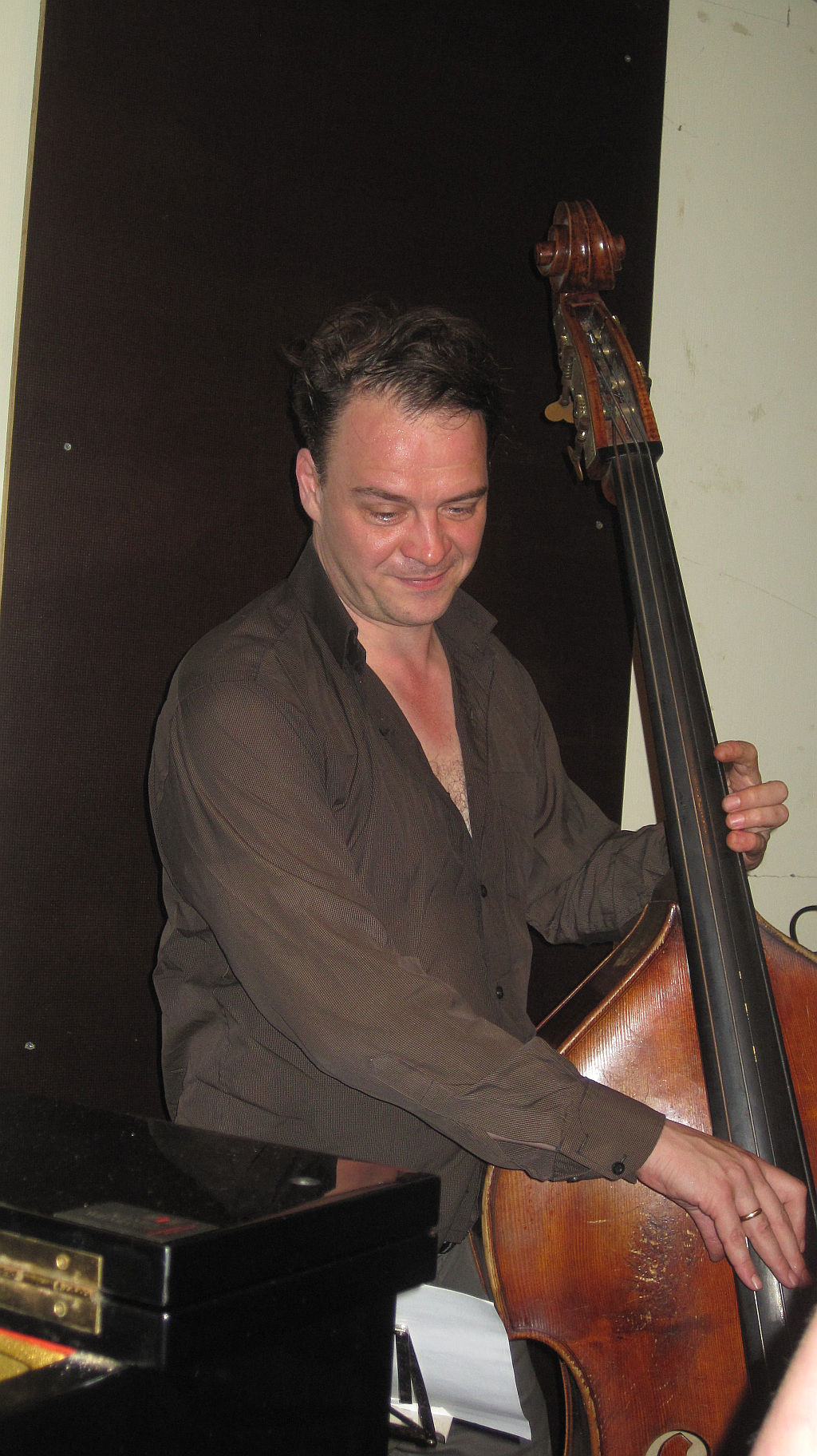
Jan Roder (2011)

Nach Ansicht von Mark Corroto, der das Album in All About Jazz rezensierte, gelinge es Silke Eberhard am besten, ihre errungene Freiheit im Spiel in ihrem Trio mit Jan Roder und Kay Lübke darzustellen. Obgleich sie auf dem Altsaxophon sowohl den Sound von Ornette Coleman als auch den von Dolphy aufgenommen habe, gebe sie sie sich nicht der Nostalgie hin. Wie ihr Altsaxophonist-Kollege Nick Mazzarella verfolge sie stets die Mission, ihre Musik voranzutreiben. Die Energie des Trios sei beim Durchqueren von Eberhards kniffligen und komplizierten Kompositionen unüberhörbar. Das Silke Eberhard Trio sei ein sehr kreatives, ertragreiches und florierendes Ensemble.
Olindo Fortino (Sound Contest) meinte, es gäbe hier zunächst einmal eine ausgewogene Balance zwischen Retro-Avantgarde und zeitgenössischen Klängen. Die Musik des Trios sei also weit davon entfernt, eine sklavische Erweckungsoperation zu sein, sondern zeige die Dringlichkeit und Brisanz (sogar melodisch) des freien Spiels und des Post-Bop; das Trio verbinde dies mit schräg modernen und ungewöhnlichen Themen und Stimmungen. Schließlich drücke das Repertoire das hervorragende Zusammenspiel des seit fast zehn [sic!] Jahren erprobten und eingestimmten Trios auf äußerst unterhaltsame Weise aus.
Nach Ansicht von Maxi Sickert (Fono Forum) liege die Triebfeder der Saxofonistin/Komponistin in einem nachhaltigen Umgang im Alltag wie in ihrer Kunst. Immer wieder habe sie sich großen Komplexen [der Jazzgeschichte] gewidmet, wie dem Gesamtwerk Eric Dolphys, für das sie wertvolle Forschungsarbeit geleistet habe. Die Kompositionen für ihr Trioprojekt sind ihren Überlegungen während des Lockdowns in Folge der COVID-19-Pandemie in Deutschland gewidmet, wie zu der Berliner U-Bahn-Linie „U11“, der Weltraumhündin in „Laika’s Descent“ oder dem „Zeitlupenbossa“. „Verlangsamte Zeit, traumverloren.“